# Gorc

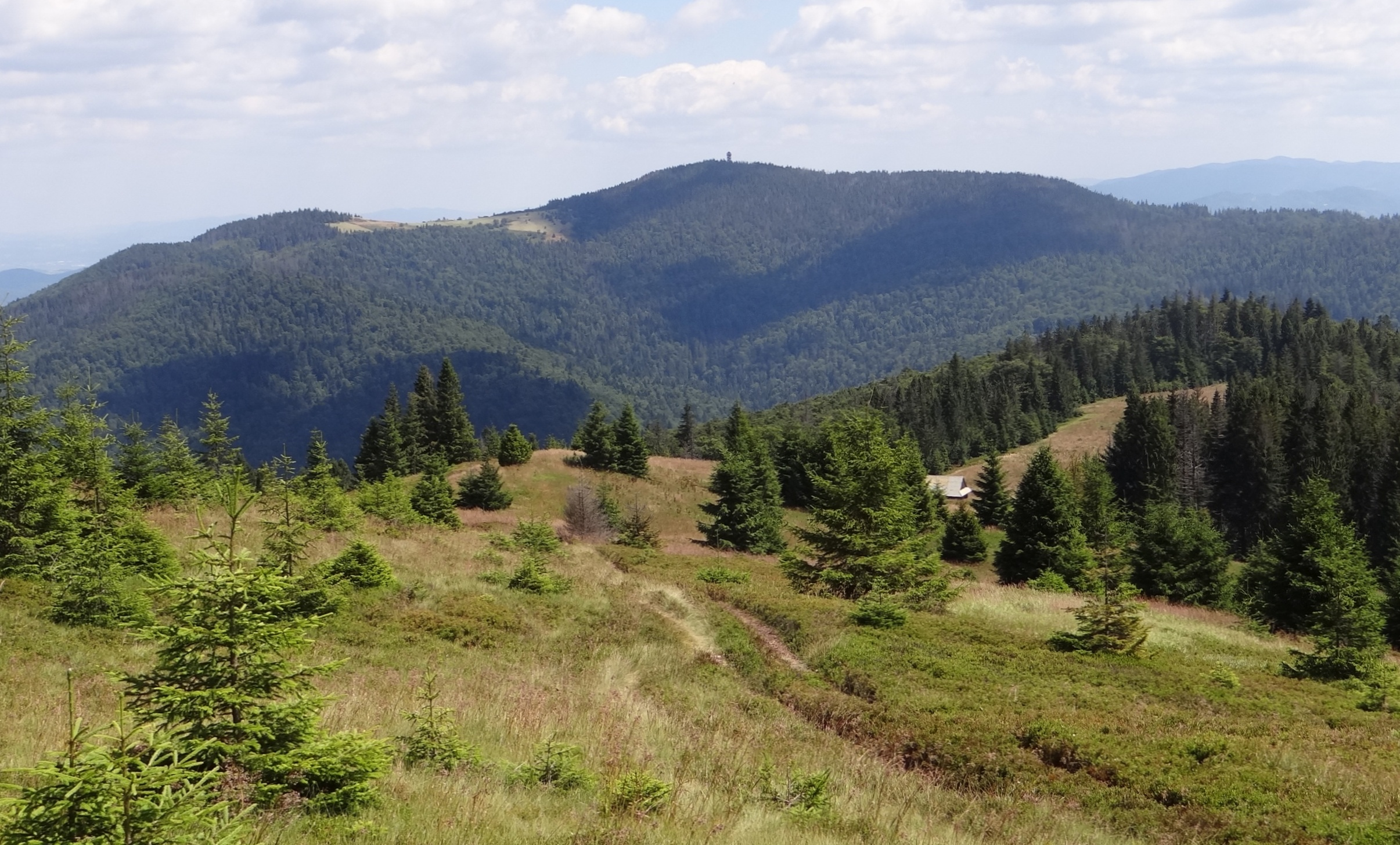
Widok na Gorc z polany Gorc Porębski

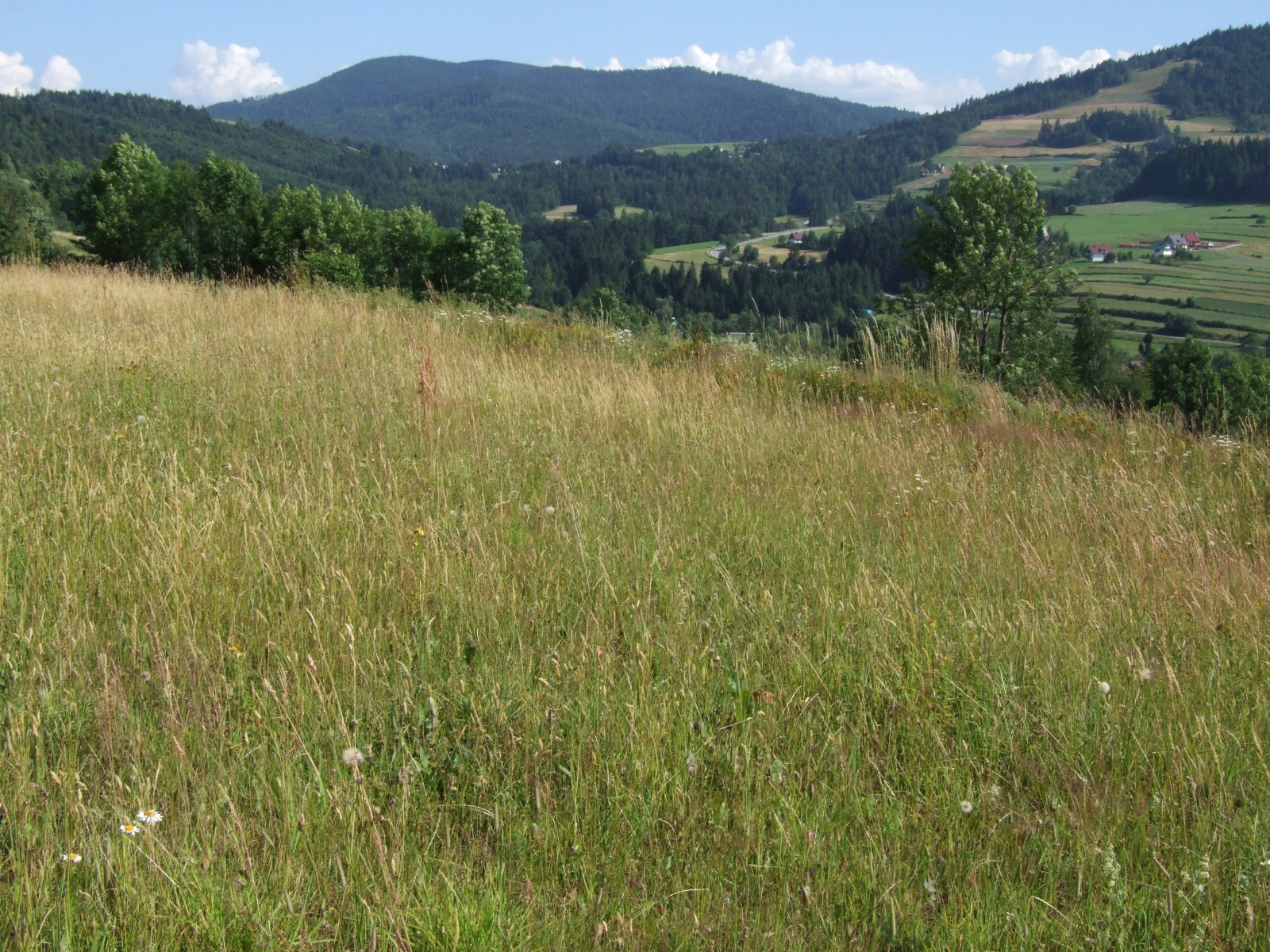
Widok na Gorc i przełęcz Przysłop z Lubomierza

Gorc (1228 m) – szczyt we wschodniej części grzbietu głównego Gorców. Jego charakterystyczna sylwetka z kilkoma polanami jest dobrze rozpoznawalna z dużych odległości. Zbudowany jest z grubych ławic piaskowców magurskich i zlepieńców. Północne stoki pokryte są lasami jodłowo-bukowymi, wyższe partie świerkowymi. Wchodzi w skład wielokilometrowej długości Pasma Gorca ciągnącego się od Turbacza na wschód. Nazwa szczytu pochodzić może od sposobu powstania polan, które zostały uzyskane sposobem żarowym, czyli są „wygorzałe”.
Na niektórych mapach może być on oznaczany jako Gorc Kamienicki. Nazwa ta została przeniesiona od nazwy polany Gorc Kamienicki znajdującej się na północnym grzbiecie Gorca.

## Topografia
Gorc jest zwornikiem dla kilku grzbietów:
- południowo-zachodni (główny grzbiet pasma Gorców), biegnący poprzez Jaworzynę Kamienicką do Turbacza.
- północny grzbiet do polany Gorc Kamienicki, na której rozgałęzia się na 2 grzbiety:
  - północno-zachodni grzbiet Magorzycy, Kiczory i Wielkiego Wierchu
  - północno-wschodni grzbiet oddzielający dolinę Zasadnego Potoku od doliny potoku Głębiniec
- wschodni grzbiet poprzez Lelonek, przełęcz Wierchmłynne i Tworogi biegnący aż do Dunajca
- południowo-wschodni grzbiet Strzelowskie opadający do doliny Ochotnicy
- południowy grzbiet Jaworzynki Gorcowskiej opadający do doliny Ochotnicy[2][3].

Z Gorca spływają liczne potoki zasilające Kamienicę lub Ochotnicę. Większe z nich to: Gorcowski Potok, Młynne, Zasadny Potok, Głębieniec, Ustępny, Spaleniec.
Gorc jest najdalej na wschód wysuniętym szczytem Gorczańskiego Parku Narodowego i przebiega przez niego granica tego parku. Od południowej strony doliną Potoku Gorcowego, niemal pod wierzchołek Gorca podchodzą pastwiska i pola uprawne wsi Ochotnica Dolna. Niegdyś większość południowych stoków Gorca pokryta była wypasanymi polanami z licznymi szałasami i polami uprawnymi, obecnie znaczna ich część jest nieużytkowana i zaczyna zarastać lasem.
Na południowo-wschodnim grzbiecie znajduje się niewielka Jaskinia w Gorcu.

## Turystyka
Gorc jest celem wycieczek turystycznych, funkcjonuje na nim również sezonowa studencka baza namiotowa na Gorcu. Sam szczyt Gorca porośnięty jest rzadkim lasem, który przesłania widoki. Dawniej na szczycie stała drewniana wieża triangulacyjna, z jej pomostu wznoszącego się wysoko ponad koronami drzew roztaczała się na wszystkie strony szeroka panorama – przy dobrej widoczności sięgająca odległego o 80 km Krakowa. Obecnie dobre widoki roztaczają się jeszcze z jego polan, już zaczynających zarastać lasem. Pod szczytem są trzy polany: Gorc Gorcowski, Gorc Młynieński i Gorc Kamienicki z rozległymi widokami na Beskid Wyspowy i Sądecki, Pieniny i Tatry. Na stokach Gorca znajdują się następne polany: Nowa Polana, Świnkówka, Ustępne, Hale Gorcowskie.
W 2015 r. wybudowano na szczycie Gorca wieżę widokową. Ma całkowicie obudowane schody wejściowe i taras widokowy, dzięki temu mogą na nią wejść nawet osoby z lękiem wysokości.
Przez Gorc biegnie granica między wsiami Zasadne i Szczawa w powiecie limanowskim (stoki północno-zachodnie) i Ochotnicą Dolną w powiecie nowotarskim (stoki południowo-wschodnie).

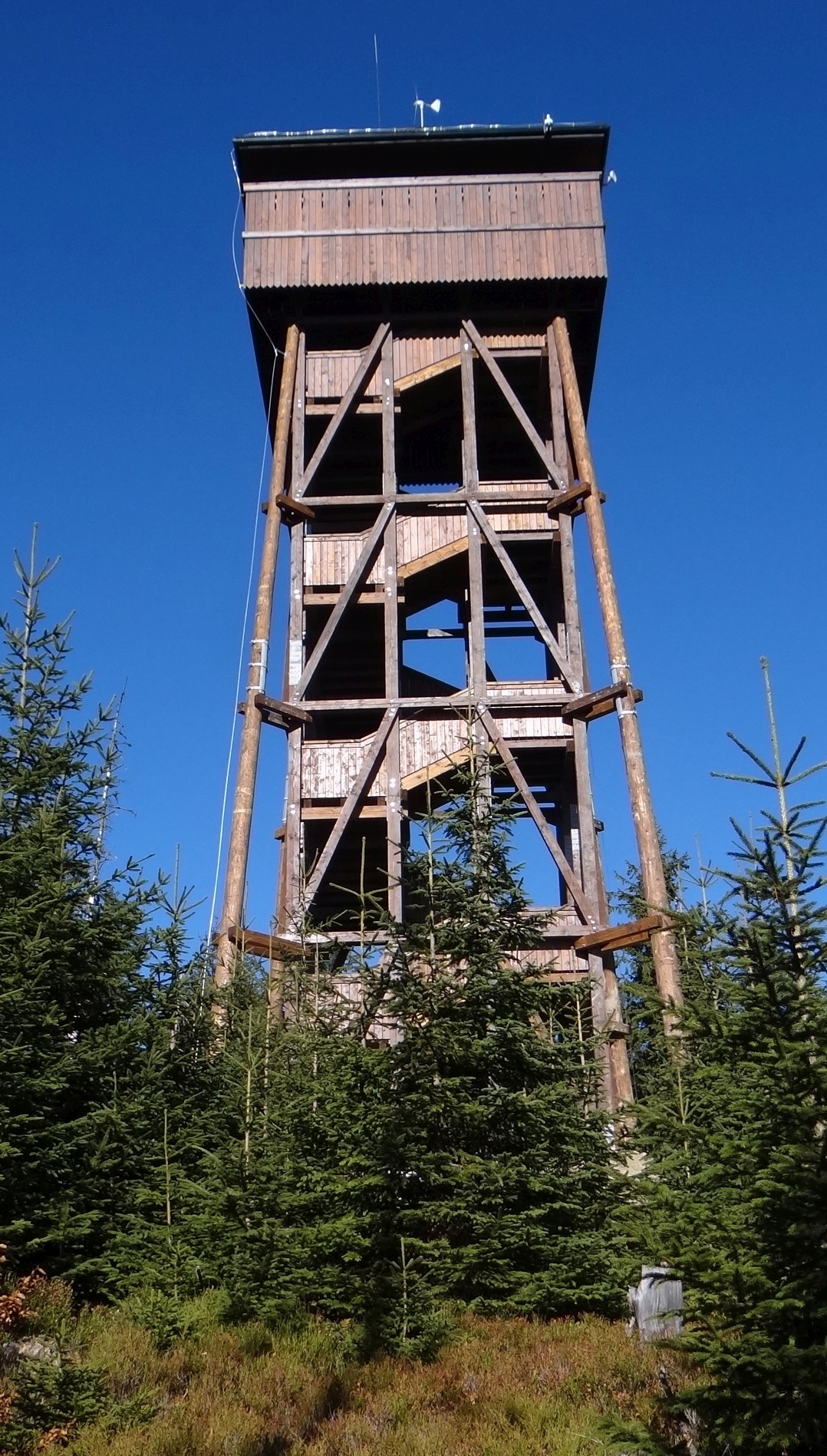
Wieża widokowa

## Szlaki turystyki pieszej
Rzeki – Nowa Polana – Świnkówka – Gorc Kamienicki – Gorc. Odległość 5,6 km, suma podejść 510 m, suma zejść 40 m, czas przejścia 2 godz., z powrotem 1 godz. 15 min.
 Gorc – Przysłop Dolny – Przysłop – Przysłop Górny – Średniak – polana Jaworzyna – Trzy Kopce – Polana Gabrowska – Hala Długa – Turbacz. Odległość 10,4 km, suma podejść 370 m, suma zejść 270 m, czas przejścia 2 godz. 50 min, z powrotem 2 godz. 30 min.
 Ochotnica Dolna – Jaworzynka Gorcowska – Hale Gorcowskie – Hale Podgorcowe – Gorc Gorcowski – Gorc. Odległość 7,3 km, suma podejść 640 m, suma zejść 40 m, czas przejścia 2:50 h, ↓ 1:40 h.